# 피시게임스엔
피시게임스엔(PCGamesN)은 영국의 비디오 게임 전문 온라인 잡지이다. 운영자가 관리하는 오리지널 채널과 유저가 제작한 콘텐츠가 공존하는 사이트로서 디자인됐다.

## 역사
전 퓨처 퍼블리싱 소속이었던 제임스 빈스가 2012년 5월에 설립한 회사 네트워크 N의 자회사로서 출발했다. 2012년 6월에 공식적으로 웹사이트가 개설됐다. 창립 당시 운영진 중에 PC 게이머의 편집자였던 팀 에드워즈가 있었다. 2018년 8월에 두 명의 기자가 추가로 합류하면서 총 7명의 기자로 구성된 온라인 잡지가 됐다.